# Terminalia complanata
Terminalia complanata är en tvåhjärtbladig växtart som beskrevs av Karl Moritz Schumann. Terminalia complanata ingår i släktet Terminalia och familjen Combretaceae. Inga underarter finns listade i Catalogue of Life.